# Conseil souverain des Asturies et de León
6 septembre 1936 – 21 octobre 1937
Entités précédentes :
- Seconde République (Espagne)

Entités suivantes :
- État espagnol (Espagne franquiste)

Le Conseil souverain des Asturies et de León (en espagnol Consejo Soberano de Asturias y León et en asturien Conseyu Soberanu d'Asturies y Llión) est un État non reconnu qui a existé dans le Nord de l'Espagne pendant la guerre civile espagnole. Il fut proclamé le 6 septembre 1936 puis s'auto-déclara souverain le 24 août 1937. La région fut occupée le 20 octobre 1937 par les forces militaires de Francisco Franco.
Belarmino Tomás fut le seul président du Conseil souverain. La capitale de cet État éphémère était Gijón.Les langues nationales sont l'astur-léonais et le castillan.